# Kacper Wilkowski
Kacper Wilkowski herbu Pobóg (ok. 1530-1589) – podstarości i łowczy kamieniecki.
Kacper Wilkowski pochodził z rodu pieczętującego się herbem Pobóg, który osiadł na Podolu w XV w.
Urodził się ok. 1530 r., pełnił początkowo urząd podstarościego grodzkiego kamienieckiego, najpóźniej od 1572 r., po Stanisławie Zakrzewskim, objął urząd łowczego kamienieckiego (podolskiego), który pełnił co najmniej do 1586 r. Następny łowczy podolski, Wojciech Humiecki herbu Junosza, występuje w aktach od 1589 r.